# Saint Thomas Lowland
Saint Thomas Lowland ist eines der 14 Parishes der Inselgruppe St. Kitts und Nevis. Es liegt auf der Insel Nevis und hat eine Landfläche von 18,2 km². Im Jahr 2022 wurden 2265 Einwohner gezählt. Die Hauptstadt ist Cotton Ground.